# Dave Hobson

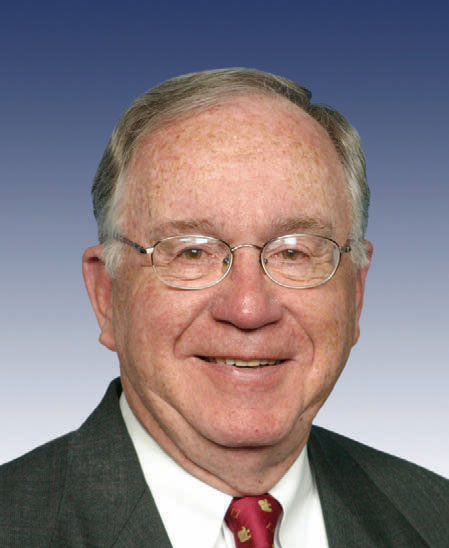
Dave Hobson.

David Lee "Dave" Hobson, född 17 oktober 1936 i Cincinnati, Ohio, död 6 oktober 2024 i Dayton, Ohio, var en amerikansk republikansk politiker. Han representerade delstaten Ohios sjunde distrikt i USA:s representanthus 1991–2009.
Hobson gick i skola i Withrow High School i Cincinnati. Han avlade 1958 grundexamen vid Ohio Wesleyan University och 1963 juristexamen vid Ohio State University. Han var ledamot av delstatens senat 1982–1990.
Kongressledamoten Mike DeWine kandiderade inte till omval i kongressvalet 1990. Hobson vann valet och efterträdde DeWine i representanthuset i januari 1991. Han omvaldes åtta gånger. Han bestämde sig sedan för att inte kandidera till omval i kongressvalet i USA 2008. Han efterträddes som kongressledamot av partikamraten Steve Austria.